# Чишкала, Иван Анатольевич
Ива́н Анато́льевич Чишка́ла (род. 11 июля 1995, Норильск, Красноярский край) — российский игрок в мини-футбол. Выступает за сборную России.

## Карьера
Иван Чишкала — воспитанник клуба «Норильский Никель». За первую команду клуба не выступал, но в сезоне 2009/10 провёл 6 матчей в турнире дублёров. В следующем сезоне также играл в турнире дублёров (за «Дину»)..
В 2011 году Чишкала перешёл в югорский клуб «Газпром-Югра». В первом сезоне провёл 19 матчей и забил 1 гол, параллельно выступая и в турнире дублёров. В сезоне 2013/14 забил 7 голов в 26 сыгранных матчах.
Выступал за молодёжную сборную России. В 2013 году вместе с Артёмом Антошкиным был переведён в состав первой сборной из-за обилия травм её игроков. В составе команды в том же году принимал участие в Гран-при в Бразилии. На турнире Чишкала провёл 5 игр и забил 1 гол, а сборная заняла второе место, уступив хозяевам турнира.
В 2014 году Иван Чишкала в составе студенческой сборной России стал чемпионом мира, сыграв на турнире 5 матчей.
В 2016 году выиграл Кубок УЕФА по мини-футболу, при этом отметившись в финале удалением, которое не помешало его команде Газпром-Югра победить. Вошёл в состав сборной России на чемпионат мира по мини-футболу и завоевал серебряную медаль.
В 2020 году стал первым российским игроком в чемпионате Португалии, подписав контракт с «Бенфикой». Летом 2022 года продлил соглашение с португальским клубом до 2025 года. После сезона 2024/25, став чемпионом Португалии, Иван покинул клуб. 9 июля было объявлено, что Чишкала вместе со своим бывшим партнёром по «Газпром-Югре» и «Бенфике» Робиньо пополнит ряды нижегородского «Торпедо».

## Достижения
Газпром-Югра
- Обладатель Кубка УЕФА: 2015/16
- Чемпион России (2): 2014/15, 2017/18
- Вице-чемпион России (4): 2012/13, 2013/14, 2015/16, 2019/20
- Бронзовый призёр чемпионата России (2): 2011/12, 2016/17
- Обладатель Кубка России (4): 2011/12, 2015/16, 2017/18, 2018/19

 Бенфика
- Чемпион Португалии: 2024/25
- Вице-чемпион Португалии (3): 2020/21, 2021/22, 2022/23
- Бронзовый призёр Лиги чемпионов: 2021/22, 2022/23
- Обладатель Кубка Португалии: 2023

 Сборная России
- Серебряный призёр чемпионата мира: 2016
- Серебряный призёр чемпионата Европы: 2022
- Бронзовый призёр чемпионата Европы: 2018
- Вице-чемпион Гран-при (1): 2013
- Чемпион мира среди студентов (1): 2014

Личные
- Лучший бомбардир Чемпионата Португалии: 2021/22

## Статистика
| Клуб             | Сезон            | Чемпионат | Чемпионат | Кубок | Кубок | Кубок УЕФА | Кубок УЕФА | Итого | Итого |
| Клуб             | Сезон            | Игры      | Голы      | Игры  | Голы  | Игры       | Голы       | Игры  | Голы  |
| ---------------- | ---------------- | --------- | --------- | ----- | ----- | ---------- | ---------- | ----- | ----- |
| Газпром-Югра     | 2011/12          | 19        | 1         | 3     | 0     | -          | -          | 22    | 1     |
| Газпром-Югра     | 2012/13          | 21        | 3         | 2     | 0     | -          | -          | 23    | 3     |
| Газпром-Югра     | 2013/14          | 26        | 7         | 4     | 2     | -          | -          | 30    | 9     |
| Всего за карьеру | Всего за карьеру | 66        | 11        | 9     | 2     | —          | —          | 75    | 13    |